# 下河辺和彦
下河辺 和彦（しもこうべ かずひこ、下河邉 和彦、1947年〈昭和22年〉12月12日 - ）は、日本の弁護士。元東京電力株式会社取締役会長。前原子力損害賠償支援機構運営委員長。内閣官房「東京電力に関する経営・財務調査委員会」委員長。東京地方裁判所民事調停委員、日本弁護士政治連盟副理事長、日本法律家協会理事。公益財団法人藤原ナチュラルヒストリー振興財団理事長。蝶理株式会社社外監査役。

## 経歴・概要
1947年（昭和22年）、北海道札幌市生まれ。東京都立戸山高等学校を経て、1972年（昭和47年）に京都大学法学部を卒業。司法研修所を修了（26期）して、1974年（昭和49年）に弁護士登録（東京弁護士会）。1993年（平成5年）に東京弁護士会副会長、1998年（平成10年）に日本弁護士連合会常務理事、2007年（平成19年）4月に東京弁護士会会長および日本弁護士連合会副会長（2008年（平成20年）3月まで）。
2005年（平成17年）10月に株式会社産業再生機構社外取締役・産業再生委員に就任（2007年（平成19年）まで）。企業法務を専門とし、多くの企業の更生・再生に携わる。
2011年（平成23年）5月には内閣官房「東京電力に関する経営・財務調査委員会」委員長、同年9月には原子力損害賠償支援機構運営委員会委員長に就任。2012年（平成24年）4月、東京電力の次期会長に就任することを内閣が要請、5月8日の同社取締役会で会長に就任することが内定し、6月27日の株主総会後の取締役会で、委員会設置会社における取締役会長に就任した。なお、会長就任時に毎月の役員報酬を全額辞退している（本人曰くリタイア世代で、現在は別荘地暮らしなため、通勤に必要な交通費程度を受け取っているのみ）。

## 略歴
- 1947年（昭和22年） - 北海道札幌市生まれ
- 1966年（昭和41年） - 東京都立戸山高等学校卒業
- 1972年（昭和47年） - 京都大学法学部卒業
- 1974年（昭和49年） - 弁護士登録（東京弁護士会）
- 1982年（昭和57年） - 日本弁護士連合会調査室長
- 1993年（平成5年） - 東京弁護士会副会長
- 1996年（平成8年） - 東京地方裁判所民事調停委員
- 1998年（平成10年） - 日本弁護士連合会常務理事
- 1998年（平成10年） - 1999年（平成11年） 更生会社 株式会社日本リース更生管財人代理
- 1999年（平成11年） - 東京都情報公開・個人情報保護審査会委員
- 2000年（平成12年） - 2001年（平成13年） 更生会社 株式会社ライフ更生管財人
- 2001年（平成13年） - 更生会社 大成火災海上保険株式会社更生管財人
- 2002年（平成14年） - 2009年（平成21年）　大成再保険株式会社取締役社長
- 2003年（平成15年）5月 - 2005年（平成17年）10月 株式会社産業再生機構顧問
- 2004年（平成16年）6月 - 2005年（平成17年）10月 カネボウ取締役
- 2005年（平成17年）10月 - 2007年（平成19年）　株式会社産業再生機構社外取締役・産業再生委員
- 2005年（平成17年） - 日本放送協会業務点検経理適正化委員会委員
- 2006年（平成18年） - 株式会社ライブドア外部調査委員会委員
- 2006年（平成18年） - 日本放送協会コンプライアンス委員会委員長代行
- 2007年（平成19年）4月 - 2008年（平成20年）3月 東京弁護士会会長・日本弁護士連合会副会長
- 2007年（平成19年） - 日本法律家協会関東支部長
- 2007年（平成19年）10月 - 2009年（平成21年）10月 日本郵政株式会社社外取締役・監査委員会委員
- 2008年（平成20年） - 2009年（平成21年） 五菱会ヤミ金融事件被害回復事務管理人
- 2008年（平成20年） - ルネス総合法律事務所入所（客員弁護士）
- 2009年（平成21年） - 日本弁護士政治連盟副理事長
- 2010年（平成22年） - 日本法律家協会理事
- 2011年（平成23年）5月 - 内閣官房「東京電力に関する経営・財務調査委員会」委員長
- 2011年（平成23年）9月 - 原子力損害賠償支援機構運営委員会委員長
- 2012年（平成24年）6月 - 東京電力株式会社社外取締役・取締役会長・監査委員会委員長・指名委員会委員・報酬委員会委員（代表執行役は兼務せず）

## 発言
2012年6月27日の株主総会で下河辺会長は、中期的な原発のあり方についても「5～10年の期間で考えると原発に頼らない東電は想定できない」と発言した。
2012年6月28日の記者会見で下河辺会長と広瀬直己社長は、柏崎刈羽原子力発電所について、「安全確保と地元の同意なくして前に進まない」と発言。その上で「 （原発再稼働は）新生東電の経営にとって根幹のひとつだ」と発言した。

## 論文・記事
- 旬刊金融法務事情「更生事件における管財業務の実情--信販会社ライフの事例（特集 東京地裁における会社更生事件の運用改革の実情）」、旬刊金融法務事情2001年5月5日、金融財政事情研究会
- 逓信協会雑誌「特集 来春に迫った裁判員制度」、逓信協会雑誌2008年8月、逓信協会